# Idaea bonifata
Idaea bonifata là một loài bướm đêm trong họ Geometridae.